# Ješetice (stacja kolejowa)
Ješetice – dawna stacja kolejowa w miejscowości Ješetice, w kraju środkowoczeskim, w Czechach. Znajdowała się na linii 202 Benešov – Czeskie Budziejowice, na wysokości 545 m n.p.m..  

## Linie kolejowe
- 220: Tábor – Bechyně